# ジャヴァグループ
ジャヴァグループは兵庫県神戸市に本社を置く日本のアパレルメーカーである。株式会社ジャヴァホールディングス（持株会社）、株式会社ベベ（子供服）の2社を総称してジャヴァグループ（英文表記：Java Group）という。創業は1964年1月。百貨店、ファッションビル、ショッピングモールに多く出店している。
株式会社べべは、「大人のファッションの楽しさをこどもに」の思いのもと、1971年創業。 

## ブランド
- ベベ
  - BeBe
  - fillot de bebe reduction
  - WASK
  - Diable
  - Noeil aime BeBe
  - Tartine et Chocolat
  - birthday party
  - e baby
  - SLAP SLIP
  - ZIDDY
  - BeBe Petits Pois Vert

## 事業所
- 本社（株式会社ジャヴァホールディングス・株式会社ベベ） - 神戸市中央区港島中町6-8-2
- ジャヴァグループ東京オフィス（株式会社ベベ） - 東京都港区虎ノ門1丁目10番5号　We Work KDX虎ノ門1丁目11F
- ジャヴァグループ西神流通センター  神戸市須磨区弥栄台3-13-2